# 花は咲く
「花は咲く」（はなはさく）は、2012年に発表されたチャリティーソング。同年5月23日にflying Dog（販売元：ビクターエンタテインメント）から発売された。

## 解説
2011年3月11日に発生した東日本大震災の被災地および被災者の物心両面の復興を応援するために制作されたチャリティーソングで、日本放送協会（NHK）が、震災後の2011年度から行っている震災支援プロジェクト「NHK東日本大震災プロジェクト」のテーマソングとして使用するために企画制作した曲である。国内向け放送（ラジオ第2放送を除く）・国際放送（NHKワールドTVは歌詞および出演者の英語字幕を追加表記）とも編成の空いた時間帯を利用して随時この曲を流している。
作詞は宮城県仙台市出身の岩井俊二が、作曲・編曲は岩井と同学年かつ同県同市出身の菅野よう子が手掛けている。メロディモチーフはSeamus BrettのアルバムCeltic Rhapsody収録のピアノ曲"A Fond Farewell"に共通する部分もある。歌唱参加者は、岩手県・宮城県・福島県の出身者とゆかりのある歌手・タレント・スポーツ選手で、「花は咲くプロジェクト」名義となっている。
作詞の岩井は「この歌は震災で亡くなった方の目線で作りました」。また作曲・編曲の菅野は「100年経って、なんのために、あるいはどんなきっかけで出来た曲か忘れられて、詠み人知らずで残る曲になるといいなあと願っています」と語っている。
この楽曲の作詞・作曲家への印税は、全額がNHK厚生文化事業団を通じて被災地の自治体に義援金として寄付される。そのため、この楽曲が音源でカバーされたり、コンサートで歌われたり、テレビ・ラジオでオンエアされたりする度に義援金が増えてゆくという仕組みになっている。
ミュージック・ビデオでは鈴木京香のみ歌唱が無く、黙祷するように目を閉じている演出がなされた。
英語版も制作されており、イル・ディーヴォが歌唱を担当している。
2014年6月より、日本のフィギュアスケーター 羽生結弦が実際に被災したアイスリンク仙台で演じる「花は咲く〜羽生結弦Ver.〜」が放送され、ピアノと歌唱は羽生と親交のある指田郁也が担当している。また2014年7月より、前述の演技の合間に静止写真を挟み込んだ「花は咲く〜羽生結弦フォトメモリアルVer.〜」も放送された。「花は咲く〜羽生結弦Ver.〜」は、NHKのテレビ国際放送「NHKワールドTV」が開催する「NHK Viewers' Choice Award 2014」のスポーツ&テクノロジー部門において1位に選出された。さらに2014年の「NHK杯国際フィギュアスケート競技大会」（なみはやドーム）のエキシビションにおいて羽生が披露した演技に、別角度から撮影した映像などを加え、再編集を行い再発信した「羽生結弦 世界へ届ける「花は咲く」」が2014年12月より放送された。
2015年4月に菅野の提案で歌詞の一部を変更した。
大和ネクスト銀行が調査したシニア層（50歳から79歳）が選ぶ、2014年心に響いた歌ランキングで第2位を獲得。
シングル発売元のフライングドッグにおいて、チャリティー楽曲は初である。

## 収録曲
全作詞：岩井俊二　作曲・編曲：菅野よう子
1. 花は咲く [5:05]

1. 花は咲く [4:55]

1. 花は咲く [4:39]

1. 花は咲く（instrumental）[4:31]

### 初回限定盤DVD
1. 「花は咲く」<オリジナルフルバージョン>
2. AKB48 岩田華怜「花は咲く」を歌う。
3. 【特典映像】 「花は咲く」を録る、撮る。（10日間の制作現場密着映像）

## 参加者
出身地の自治体ごとに掲載。なお、自治体名は2013年1月現在のもので表記。
ここではオリジナル版と、2021年1月から放送される『花は咲く2021』（以下、2021年版）に分けて記載する。双方に参加している場合は太字で表示。

### オリジナル版
岩手県
- 盛岡市：仲谷明香（当時AKB48、出生地）・山川恵里佳
- 八幡平市：沢田知可子
- 陸前高田市：千昌夫・村上弘明
- 大船渡市：新沼謙治

宮城県
- 仙台市：イケメン'ズ・岩田華怜（当時AKB48）・サンドウィッチマン（伊達みきお・富澤たけし）・鈴木京香[※ 3]・森公美子・杜けあき・由規（当時東京ヤクルトスワローズ）・遊佐未森
- 栗原市：狩野英孝・かの香織
- 大崎市：さとう宗幸[※ 4]
- 塩竈市：大友康平（出生地）
- 石巻市：涼風真世
- 気仙沼市：生島ヒロシ・熊谷育美・畠山美由紀・マギー審司
- 牡鹿郡女川町：中村雅俊
- 利府町：荒川静香[※ 5]（2019年利府町の観光大使に就任）
- その他：野村克也[※ 6]（元東北楽天ゴールデンイーグルス監督、2009年から12年まで名誉監督）

福島県
- 福島市：梅沢富美男・加藤茶[※ 7]・佐藤B作
- 郡山市：西田敏行・本田武史
- 須賀川市：門倉有希
- いわき市：秋吉久美子[※ 8]
- 双葉郡浪江町：原田直之（民謡歌手）

### 2021年版
岩手県
- 盛岡市：伊藤ふたば

宮城県
- 仙台市：サンドウィッチマン（伊達みきお・富澤たけし）・鈴木京香・本郷奏多
- 牡鹿郡女川町：中村雅俊
- その他：草彅剛[※ 9]（BSプレミアムで2021年3月6日放送予定の宮城発地域ドラマ『ペペロンチーノ』に主演。過去には、SMAPのメンバーとして『震災から○年 "明日へ"コンサート』に2012年～2016年に出演した）

福島県
- 郡山市：西田敏行
- いわき市：富田望生（震災後の小学6年生の時に母の仕事の都合で東京へ移住）
- その他：柳美里[※ 10]（震災後に、福島県南相馬市の臨時災害放送局『南相馬ひばりエフエム』にてラジオパーソナリティを担当。2015年4月より南相馬市へ移住）

## カバー
オリジナル版で歌唱していない歌手も含め、カバー版も複数リリースされている。2015年3月4日にコンピレーションアルバム『ハナハサク』が発売され、2015年までの定時番組放送で使用されたシングルは、ほぼ収録されている。
定時番組で放送のもの
- 鈴木梨央 - アニメバージョン（詳細は後述）。
- ウィーン少年合唱団 - コンピレーションアルバム『ハナハサク』（2015年3月4日発売）に収録。
- イル・ディーヴォ - アルバム『ミュージカル・アフェア』（2013年10月23日発売）に収録。
- 高畑充希 - コンピレーションアルバム『ハナハサク』（2015年3月4日発売）に収録。
- 指田郁也 - コンピレーションアルバム『ハナハサク』（2015年3月4日発売）に収録。
- May J. - 「花は咲く ～大好き♡東北Ver.～」としてカバー。アルバム『Futuristic』（2017年10月25日発売）に収録。
- 臼澤みさき - シングル「花は咲く〜盛岡2016〜/花は咲く〜花は咲グ〜」（2016年2月17日発売）でカバー。c/w曲は故郷である岩手県なまりで歌っている。
- 山寺宏一・水樹奈々 - 「花は咲く〜アニメスター・バージョン〜」としてカバー。2016年10月5日にシングル化（後述）。山寺は被災地の一つ宮城県塩竈市出身
- 錦織圭・羽根田卓也・内村航平他 -「花は咲く～リオデジャネイロ メダリストバージョン～」としてカバー、2016年夏のリオデジャネイロオリンピック・パラリンピックで日本中を沸かせたメダリストたち総勢55人が歌う。

その他
- 門倉有希 - シングル「蝶」（2012年4月25日発売）に収録。オリジナル歌唱歌手によるセルフカバーとなる。
- 石川さゆり - アルバム『X -Cross-』（2012年9月19日発売）に収録。
- 辻井伸行 - ミニアルバム『辻井伸行 plays 花は咲く』（2012年10月17日発売）に収録。福島県郡山市立安積中学校合唱部との共演も収録。
- 幸田浩子 - アルバム『ふるさと〜日本のうた〜』（2013年4月17日発売）に収録。
- 海上自衛隊東京音楽隊／三宅由佳莉 - アルバム『祈り〜未来への歌声』（2013年8月28日発売）および、ベスト・アルバム『THE BEST ～DEEP BLUE SPIRITS～ 』（2016年6月1日発売）に収録。
- ヘイリー - アルバム『アメイジング・グレイス~祈り ヘイリー・グレイテスト・ヒッツ』（2014年3月26日発売）に収録（限定盤付属のDVDには映像も）。
- 德永英明 - カバー・アルバム『VOCALIST 6』（2015年1月21日発売）初回限定盤Bのボーナス・トラックおよび、ライブ・アルバム『Concert Tour 2015 VOCALIST & SONGS 3 FINAL at ORIX THEATER』（2016年6月8日発売）に収録。
- 稲垣潤一・森麻季 - 稲垣のデュエット・カバー・アルバム『男と女5』（2015年9月30日発売）に収録。
- 最上川司 - アルバム『奥の唄道』（2015年11月25日発売）に収録。
- 吉田兄弟 - MONKEY MAJIKとのコラボはシングル『criminal』（2016年6月28日発売）に収録。
- 村治佳織 - アルバム『RHAPSODY JAPAN』（2016年10月26日発売）に収録（限定盤付属DVDには映像も）。
- 渡辺貞夫 - アルバム『SADAO WATANABE Re-Bop』（2017年10月25日発売）に収録。
- 藤田麻衣子 - シングル「wish ～キボウ～」（2019年2月6日発売）期間限定盤　に収録。
- 陸上自衛隊中部方面音楽隊 ソプラノ:鶫真衣、指揮:柴田昌宜 - アルバム『ハレオト～こころが晴れるうた』（2019年5月29日発売）に収録。また、『Great Harmony〜いま大いなる和のもとに〜』（2021年9月22日発売）には2021バージョンを新たに収録。
- 花田ゆういちろう、小野あつこ - DVD・Blu-ray Disc『「おかあさんといっしょ」スタジオライブ・コレクション 〜うたをあつめて〜』（2021年10月20日発売）に収録

### コンピレーション・アルバム
収録曲
1. 花は咲く 羽生結弦バージョン / 指田郁也
2. 花は咲く FLOWERS WILL BLOOM～Hana wa Saku～ / Melba Ramos
3. 花は咲く オルゴールバージョン
4. 花は咲く / 高畑充希
5. 花は咲く～FLOWERS WILL BLOOM / イル・ディーヴォ
6. 花は咲く ピアノバージョン / PIANO：菅野よう子
7. 花は咲く / 岩田華怜（AKB48）
8. 花は咲く /  Members from The Little Singers of Tokyo
9. 花は咲く /  ～雪の夜 / PIANO：菅野よう子
10. 花は咲く / 西田敏行
11. 花は咲く / ウィーン少年合唱団
12. 花は咲く / アニメバージョン / 鈴木梨央（合唱：福島県双葉郡大熊町立大野小学校合唱部の皆さん）
13. 花は咲く / 花は咲くプロジェクト
14. 花は咲く / ～2015 / 小貫岩夫 / ウィーン・オペラ舞踏会管弦楽団
15. 花は咲く / instrumental
16. 花は咲く / FLOWERS WILL BLOOM～Hana wa Saku～オリジナルカラオケ

### 鈴木梨央によるカバー
「親と子の「花は咲く」」（おやとこの「はなはさく」）は、鈴木梨央の1枚目のシングル。2013年4月17日にavex traxから発売された。また、菅野よう子が新たに編曲したヴァージョンを鈴木梨央・福島県双葉郡大熊町立大野小学校合唱部が歌い、こうの史代がキャラクターデザイン、片渕須直が監督を務めたアニメーションが作成された。この作品が制作される時点で、片渕はこうのが原作の「この世界の片隅に」のアニメ化を構想しており、2016年に劇場公開された。
収録曲
1. 花は咲く（アニメバージョン）
2. Flowers will bloom（「花は咲く」英語バージョン）
3. 花は咲く（アニメバージョン オリジナル・カラオケ）
4. Flowers will bloom（「花は咲く」英語バージョン オリジナル・カラオケ）
5. 花は咲く（アニメバージョン ガイドメロディ入オリジナル・カラオケ）

DVD
1. アニメ・花は咲く（歌詞なし）
2. アニメ・花は咲く（歌詞あり）
3. アニメ・花は咲く（ガイドメロディ入カラオケ）
4. 花は咲く（Music Video）

### アニメスター・バージョン
「花は咲く〜アニメスター・バージョン〜」は、山寺宏一と水樹奈々によるシングル。後述のテレビ放送に合わせて製作され、2016年10月5日にキングレコードより発売。作曲者・菅野よう子による再アレンジが施されており、CDには放送で使われたデュエットバージョンの他に、山寺・水樹それぞれのソロバージョン、オフヴォーカルバージョンも収録。
2018年1月10日発売の水樹のベスト・アルバム『THE MUSEUM III』にデュエットバージョンが収録された。
構成・演出は針生悠伺、アニメーション監督は水江未来
収録曲
1. 花は咲く〜アニメスター・バージョン〜（山寺宏一&水樹奈々ver.）
2. 花は咲く〜アニメスター・バージョン〜（山寺宏一ver.）
3. 花は咲く〜アニメスター・バージョン〜（水樹奈々ver.）
4. 花は咲く〜アニメスター・バージョン〜（off vocal ver.）

### 公式アレンジ集（Instrumental版）
収録曲
1. 花は咲く オーケストラ（NHK交響楽団）指揮:梅田俊明/編曲:吉松隆
2. 花は咲く 吹奏楽（東京佼成ウインドオーケストラ）指揮:川瀬賢太郎/編曲:加羽沢美濃
3. 花は咲く フルート&ピアノ（フルート:上野星矢/ピアノ&編曲:内門卓也）
4. 花は咲く サクソフォーン&ピアノ（アルト・サックス:田中靖人/ピアノ&編曲:朝川朋之）
5. 花は咲く ギターソロ（ギター:朴葵姫（パク・キュヒ）/編曲:佐藤弘和）

## 関連番組

### 定時番組
「花は咲く」に関する番組は、『復興支援ソング 花は咲く』のミニ番組としてNHKテレビ各チャンネル（総合・Eテレ・BS1・BSプレミアム）で随時放送されている。以下のバージョンが放送された。
- 「花は咲く」ミュージック・ビデオ
- アニメバージョン - 鈴木梨央・会津若松市立一箕小学校の生徒による歌唱
- イル・ディーヴォによる歌唱
- ウィーン少年合唱団による合唱
- 荒川静香と地元のジュニアスケーターの滑走と児童合唱団のコラボレーション
- 羽生結弦バージョン - 地元仙台のスケートリンクで滑り指田郁也が歌唱とピアノを担当
- アニメバージョン - 高畑充希による歌唱。「花は咲く 東北に咲く」として、どーもくんとチャロがざしきわらしを東北へ送り届けるアニメーションが放送。ざしきわらしの声を高畑充希がつとめる。監督は加藤道哉。
- NHK杯フィギュア・スペシャルエキシビションバージョン - 東北ゆかりの荒川静香・本田武史・鈴木明子・羽生結弦の4人で滑り臼澤みさきが歌唱
- アニメスター・バージョン - 山寺宏一・水樹奈々による歌唱。NHKで放送されたものも含めた新旧の人気アニメ作品の映像を繋げて放送する。2016年3月12日 23:40に初回放送し以後随時放送[13]。登場作品は下記の通り。
- 楽天イーグルスバージョン - 東北楽天ゴールデンイーグルスの選手・監督による歌唱。
- 走れ!サンテツバージョン - 2019年3月23日の三陸鉄道リアス線開通に合わせて制作。鉄道ファンとして知られる六角精児・松井玲奈による歌唱。
- 多言語バージョン - 2021年より、NHKワールドにて、以下の各言語に訳された曲が、それぞれの地域にルーツを持つ歌手のカバーにより放送されている。それぞれの言語のオンデマンド配信にて、2022年3月末まで無料で配信されている[19]。
- インドネシア語 加藤ひろあき
- 英語 May J.（前掲のカバーとは別音源）
- スペイン語 アルベルト城間
- スワヒリ語 Swinky
- 中国語 段文凝
- ビルマ語 森崎ウィン
- ヒンディー語 チャダ
- フランス語 B.B.モフラン
- ベトナム語 ハイチュウ
- ベンガル語 Farida Parveen
- ポルトガル語 小野リサ
- ロシア語 ヴィタリ・ユシュマノフ

アニメスター・バージョン登場作品
テレビアニメ
凡例：
●＝NHKで本放送
○＝民放での本放送後にNHKで放送
太字＝本放送中の作品
| - ○赤毛のアン - あしたのジョー2 - あの日見た花の名前を僕達はまだ知らない。 - 宇宙戦艦ヤマト - ○うる星やつら - 科学忍者隊ガッチャマン - 機動戦士ガンダム - 巨人の星 - クレヨンしんちゃん - ○けいおん! - サスケ | - ジャングル大帝 - ○進撃の巨人 - ○新世紀エヴァンゲリオン - ちびまる子ちゃん - 鉄腕アトム - ドラえもん - ドラゴンボールZ - NARUTO -ナルト- 疾風伝 - ●忍たま乱太郎 - 鋼の錬金術師 FULLMETAL ALCHEMIST - ●火の鳥 | - ●ふしぎの海のナディア - ふたりはプリキュア - ○フランダースの犬 - 魔法の天使クリィミーマミ - ●未来少年コナン - 名探偵コナン - ヤッターマン - 妖怪ウォッチ - ○ラブライブ! - ONE PIECE |

アニメ映画
- AKIRA
- GHOST IN THE SHELL / 攻殻機動隊2.0
- 009 RE:CYBORG
- 劇場版ポケットモンスター
- 劇場版 マクロスF 恋離飛翼 〜サヨナラノツバサ〜
- ルパン三世 カリオストロの城

「花は咲く リオデジャネイロ メダリストバージョン」
参加アスリート
| オリンピックメダリスト 競泳 - 江原騎士 - 金藤理絵 - 小堀勇氣 - 坂井聖人 - 瀬戸大也 - 松田丈志 - 星奈津美 シンクロナイズドスイミング - 乾友紀子 - 小俣夏乃 - 中牧佳南 - 中村麻衣 - 林愛子 - 丸茂圭衣 - 三井梨紗子 - 吉田胡桃 | 体操 - 内村航平 - 加藤凌平 - 白井健三 - 田中佑典 - 山室光史 レスリング - 伊調馨 - 登坂絵莉 - 土性沙羅 - 吉田沙保里 柔道 - 海老沼匡 - 永瀬貴規 - 中村美里 - 羽賀龍之介 - 松本薫 - 山部佳苗 | バドミントン - 奥原希望 - 髙橋礼華 - 松友美佐紀 陸上 - 荒井広宙 - 飯塚翔太 テニス - 錦織圭 卓球 - 伊藤美誠 - 福原愛 - 吉村真晴 ウェイトリフティング - 三宅宏実 カヌー - 羽根田卓也 |

| パラリンピックメダリスト 柔道 - 正木健人 - 廣瀬順子 - 藤本聰 競泳 - 津川拓也 陸上 - 芦田創 - 佐藤圭太 - 道下美里 - 山本篤 自転車 - 藤田征樹 車いすテニス - 上地結衣 車いすラグビー - 今井友明 - 羽賀理之 - 山口貴久 - 若山英史 |

「花は咲く ピョンチャンバージョン」
参加アスリート
| オリンピックメダリスト スピードスケート - 一戸誠太郎 - ウイリアムソン師円 - 小田卓朗 - 加藤条治 - 菊池彩花 - 郷亜里砂 - 小平奈緒 - 佐藤綾乃 - 髙木菜那 - 髙木美帆 - 土屋良輔 - 中村奨太 - 山中大地 スケートショートトラック - 伊藤亜由子 - 神長汐音 - 菊池純礼 - 菊池悠希 - 齋藤仁美 - 坂爪亮介 - 横山大希 - 吉永一貴 - 渡邊啓太 | フィギュアスケート - 宇野昌磨 - 木原龍一 - 坂本花織 - 須﨑海羽 - 田中刑事 - 羽生結弦 - 宮原知子 - 村元哉中 - クリス・リード スキージャンプ - 葛西紀明 - 小林陵侑 - 高梨沙羅 スキー フリースタイル - 小野塚彩那 - 原大智 スノーボード - 竹内智香 - 平野歩夢 - 松本遥奈 | アイスホッケー - 大澤ちほ - 小池詩織 - 志賀葵 - 鈴木世奈 - 床秦留可 - 米山知奈 カーリング - 鈴木夕湖 - 藤澤五月 - 本橋麻里 - 吉田知那美 - 吉田夕梨花 |

| パラリンピックメダリスト アルペンスキー - 村岡桃佳 - 本堂杏実 クロスカントリースキー - 阿部友里香 バイアスロン - 佐藤圭一 スノーボード - 小栗大地 アイスホッケー - 安中幹雄 - 石井英明 - 熊谷昌治 - 三澤英司 - 吉川守 |

明日へ1min
主にNHK総合で随時放送。このスポットの中で、辻井伸行によるピアノ演奏、森麻季によるソプラノ歌唱が紹介されたほか、震災後に遺体安置所として使用された宮城県総合運動公園総合体育館（宮城県利府町）で2012年NHK杯国際フィギュアスケート競技大会が開催されたことに併せ、アイスリンク仙台にて荒川静香が宮城県のジュニアスケーターと共にNHK仙台少年少女合唱隊の歌唱に合わせ演技するバージョンも制作された。
TSUNAMI バイオリンが奏でる 花は咲く
2013年度に放送。岩手県陸前高田市の「奇跡の一本松」でチェロが製作されるまでを追ったミニドキュメントで、ヨーヨー・マがチェロで「花は咲く」を演奏。ナレーションは倉木麻衣。

### 特別番組など
"花は咲く"スペシャル〜一つの歌がつむぐ物語〜
東北地方の花をめぐる物語を紹介し、スタジオで「花は咲く」を熱唱。出演は西田敏行・荒川静香（ともに司会）、千昌夫・森公美子・サンドウィッチマン・中村雅俊・前野博紀（ゲスト）、辻井伸行（ピアノ演奏）。ナレーションは鈴木京香。
放送日時：2012年9月5日 20時00分 - 20時43分（NHK総合）
花は咲くコンサート
東北地方向けの地域情報番組『東北Z』の一企画として放送。出演はイケメン'ズ・熊谷育美・畠山美由紀・マギー審司・中村雅俊・原田直之、菅野よう子（指揮）。ナレーションは岩田華怜。
放送日時：2012年10月26日 19時30分 - 20時43分（NHK総合・東北地方、再放送は翌日の10時05分 - 11時18分）、2012年11月25日 1時10分 - 2時23分（NHK総合・全国、11月24日深夜）、2013年2月2日 13時30分 - 14時43分（BSプレミアム）
震災から2年 "明日へ"コンサート
鈴木梨央・会津若松市立一箕小学校 合唱部（合唱）・西田敏行・中村雅俊・荒川静香・岩田華怜・"明日へ"合唱団（合唱）により歌唱。
放送日時：2013年3月9日 18時30分 - 22時00分（[NHK BSプレミアム）、同日 19時30分 - 20時45分（NHK総合）
花は咲くスペシャル〜復興を願う心のうた〜
NHKのホームページで募集した市民の合唱・独唱を紹介しつつ、この歌に込められた被災地住民や市民の思いについて取材。またアニメ版も制作過程を含め初公開された。出演は西田敏行（ナビゲーター）、荒川静香、中村雅俊、森公美子、新沼謙治、イリーナ・スルツカヤ、鈴木梨央、菅野よう子、辻井伸行、ウイーン少年合唱団など。
放送日時：2013年3月14日 20時00分 - 20時43分（NHK総合）
被災地へとどけ 希望の舞 〜羽生結弦の”花は咲く”〜
羽生結弦による演技バージョンのメイキング映像と、震災と復興に対する羽生の決意などを追うドキュメンタリーとなっている。
放送日時：2014年7月12日 16時30分 - 16時53分（NHK総合）、同年7月21日 16時30分 - 16時53分ほか再放送多数。

## 楽曲採用事例（関連番組を除く）

### NHKテレビ放送番組
第63回NHK紅白歌合戦
2012年12月31日放送。西田敏行・中村雅俊・森公美子・荒川静香・サンドウィッチマン・辻井伸行（ピアノ演奏）・菅野よう子（指揮）・花は咲く合唱団（合唱）による歌唱。また、紅組司会で同年上期の連続テレビ小説『梅ちゃん先生』の主演である堀北真希が、岩手県陸前高田市の女性医師を訪れるミニドキュメントも放送された。
MUSIC JAPAN
岩田華怜による歌唱（ソロバージョン）。2013年1月6日放送。
第64回NHK紅白歌合戦
2013年12月31日放送の第1部ラストで紅組司会・綾瀬はるかと出場歌手で歌唱。同年放送の大河ドラマ『八重の桜』の主演である綾瀬が福島県大熊町の中学生を訪問する様子も放送された。
第65回NHK紅白歌合戦
2014年12月31日放送の第1部で徳永英明が歌唱。手術のため入院中であった羽生結弦に対する見舞いの言葉から紹介され、徳永の背景のスクリーンで羽生の演技映像が流れるという演出がなされた。
第66回NHK紅白歌合戦
2015年12月31日放送の第2部でYOSHIKI（X JAPAN）のピアノ演奏にて司会陣（黒柳徹子、綾瀬はるか、井ノ原快彦）、出場歌手ならびにゲスト審査員の一人である羽生結弦が歌唱。

### 民放テレビ放送番組
100年の音楽（テレビ東京・BSジャパン）
地上波（テレビ東京）の2015年3月6日放送分、およびBS（BSジャパン）の同年3月12日放送分に於いて、川井郁子のヴァイオリン演奏により当楽曲がとりあげられた。
BS日本・こころの歌（BS日テレ）
2015年10月12日放送分に於いて、番組内結成コーラスグループ「FORESTA」の合唱によりとりあげられたほか、同年3月に発売された番組オリジナルDVDにも収録されている。
おんがく交差点（BSジャパン）
2017年3月1日放送分の番組後半「ヴァイオリンの小径」コーナーに於いて、大谷康子のヴァイオリン独奏により当楽曲が演奏された。

### ラジオ番組
アーティストBOX（かしわプロダクション配給）

### その他
第85回センバツ高校野球
入場行進曲として当楽曲が選定されている。当該大会の中継ではエンディングで岩田華怜によるソロバージョンが流れたほか、GAORAによる中継では試合のインターバルに岩田版もしくは花は咲くプロジェクト版が流れていた。なお毎日新聞社公式サイトに掲載されている歴代入場行進曲一覧では門倉有希名義とされているが、中継において門倉版は用いられていない。
NHKふれあいセンター（視聴者窓口）
受付電話の保留音として本曲を採用。
NANA MIZUKI LIVE ZIPANGU 2017埼玉公演
2017年3月11日・12日に開催された水樹奈々のライブツアーの最終公演。1日目が東日本大震災発生6年目となることから、アンコールで「アニメスター・バージョン」を歌唱。11日は水樹単独で、12日はゲストとして山寺宏一も加わり2人で歌った。
まるごとれにちゃん2019
ももいろクローバーZの高城れにが、福島県のいわき芸術文化交流館アリオスで2019年3月9日に開催したソロコンサート。以前から被災地との交流を続けてきたこともあり、本人の発案で、いわき市立湯本第一小学校の児童らと「花は咲く」を合唱した。
第39回サントリー1万人の第九
2021年12月5日に開催された当該催事に於いて、当該催事の「総監督・指揮」を務める佐渡裕の指揮の下、佐渡が芸術監督を務めている兵庫芸術文化センター管弦楽団、並びに大阪府河内長野市に所在する清教学園中学校・高等学校合唱部のコーラスによりとりあげられた。
故安倍晋三国葬儀
2022年9月27日に執り行われた元内閣総理大臣の安倍晋三の国葬。安倍の歩みを振り返る映像の背景音楽として、自身のYouTubeチャンネルで公開したピアノ演奏が使用された。また、遺骨が退場する際には、海上自衛隊東京音楽隊による演奏が行われた。

## 関連曲
- 花は咲けども - 山形県長井市のフォークグループ・影法師が本曲のアンチテーゼとして制作した曲。